# زمكان كمي
في الفيزياء الرياضية، يعتبر مفهوم الزمكان الكمي (بالإنجليزية: Quantum spacetime)‏ تعميمًا للمفهوم المعتاد للزمكان حيث يُفترض أن بعض المتغيرات التي تتنقل عادةً لا تتنقل وتشكل جبر لي مختلفًا. لا يزال اختيار هذا الجبر يختلف من نظرية إلى نظرية. نتيجة لهذا التغيير، قد تصبح بعض المتغيرات التي عادة ما تكون مستمرة. في كثير من الأحيان تسمى هذه المتغيرات المنفصلة "مكماة"؛ حيث يختلف الاستخدام.
تم اقتراح فكرة الزمكان الكمي في الأيام الأولى لنظرية الكم من قبل هايزنبيرغ وإيفانينكو كطريقة لإزالة اللانهايات من نظرية الحقل الكمومي. انتقلت جرثومة الفكرة من هايزنبيرغ إلى رودولف بيرلز، الذي لاحظ أن الإلكترونات في المجال المغناطيسي يمكن اعتبارها تتحرك في الزمكان الكمي، وإلى روبرت أوبنهايمر، الذي حملها إلى هارتلاند سنايدر، الذي نشر أول مثال ملموس. أصبح جبر لي سنايدر بسيطًا بواسطة تشين يانج في نفس العام.